# Alesso Baldovinetti

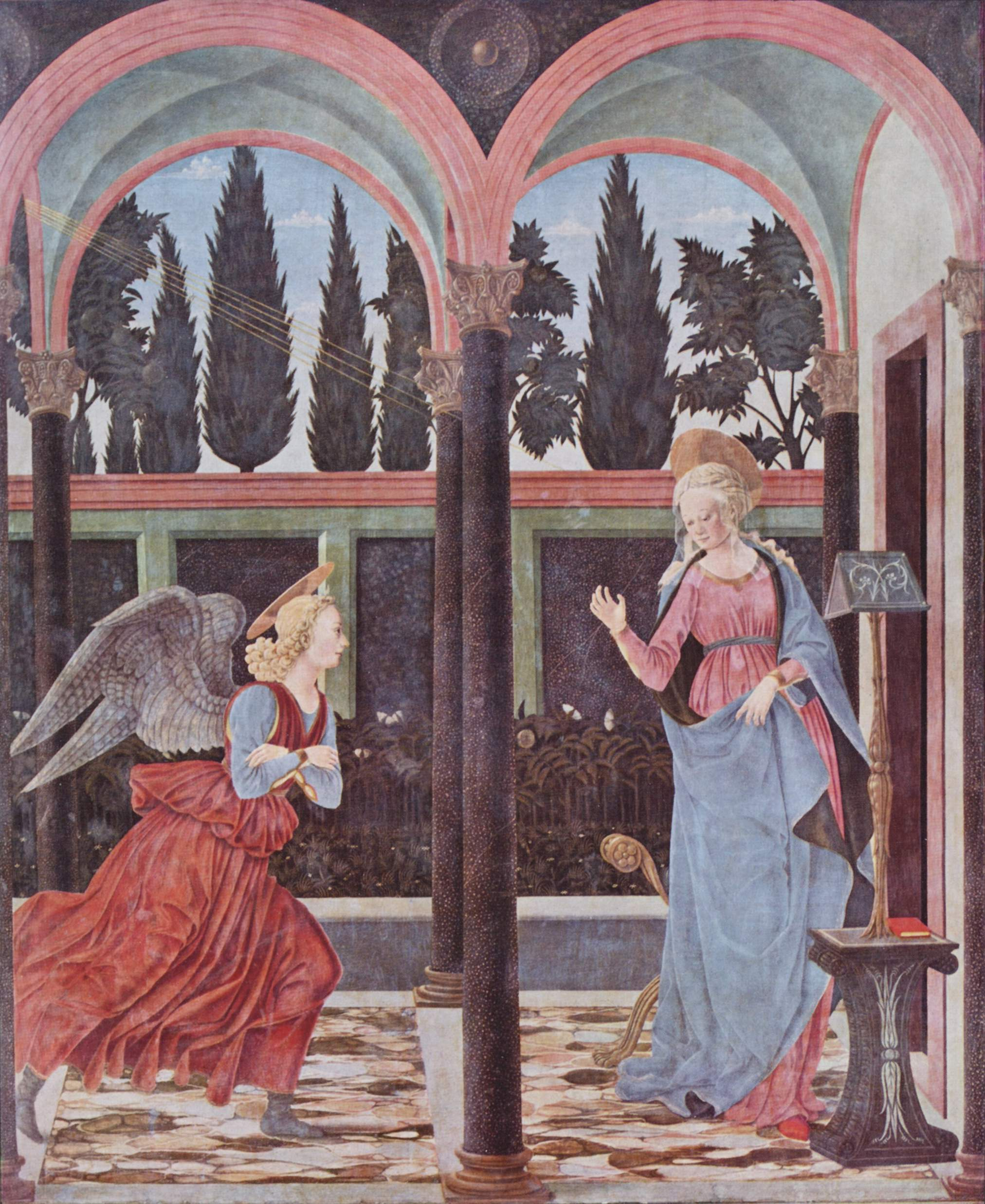
Alesso Baldovinetti – ”Bebådelsen” (1470). Galleria degli Uffizi, Florens

Alesso Baldovinetti, även benämnd Alessio Baldovinetti, född 14 oktober 1425 i Florens, död 29 augusti 1499 i Florens, var en florentinsk målare under ungrenässansen.
Baldovinetti studerade för Domenico Veneziano och fann inspiration hos denne och Fra Angelico. Han utförde flera fresker och temperamålningar med Bebådelsen som motiv. Han arbetade även med mosaikarbeten och kompositioner för glasmålning. Hans mästerverk anses vara ”Bebådelsen” i kyrkan Santa Annunziata i Florens. Baldovinetti var Domenico Ghirlandaios lärare.